# Erland Samuel Bring
Erland Samuel Bring   (Ausàs, 19 d'agost de 1736 - Lund, 20 de maig de 1798) fou un professor suec del segle xviii a la universitat de Lund conegut pel radical de Bring.

## Vida
Bring va estudiar jurisprudència a la universitat de Lund, entre 1750 i 1757. A partir de 1762 va ser professor associat en aquesta mateixa universitat i, finalment, a partir de 1779, professor titular. Bring era professor d'història, però el seu entreteniment predilecte eren les matemàtiques.

## Obra
L'única obra de matemàtiques coneguda de Bring va ser publicada el 1786 amb el títol de Meletemata quaedam mathematica circa transformationem aequationum algebraicarum i va passar totalment inadvertida; només molts anys més tard, en el segle xx, es va descobrir que Bring havia reeixit en aconseguir una transformació de la forma general de l'equació quíntica que permetia eliminar els termes de quart, tercer i segon grau i, així, es podia convertir en la forma més manegable de {\displaystyle ax^{5}+px+q=0}.
A la universitat de Lund es conserven uns quants volums amb els seus manuscrits d`història, geografia, matemàtiques i física.